# Kanton Saint-Martin-d’Auxigny
Der Kanton Saint-Martin-d’Auxigny ist ein französischer Kanton im Département Cher und in der Region Centre-Val de Loire. Er umfasst 15 Gemeinden aus den Arrondissements Bourges und Vierzon. Im Rahmen der landesweiten Neuordnung der französischen Kantone wurde er im Frühjahr 2015 leicht erweitert.

## Gemeinden
Der Kanton besteht aus 15 Gemeinden mit insgesamt 17.306 Einwohnern (Stand: 1. Januar 2022) auf einer Gesamtfläche von 373,99 km²:
| Gemeinde                      | Einwohner 1. Januar 2022 | Fläche km² | Dichte Einw./km² | Code INSEE | Postleitzahl | Arrondissement |
| ----------------------------- | ------------------------ | ---------- | ---------------- | ---------- | ------------ | -------------- |
| Achères                       | 332                      | 12,75      | 26               | 18001      | 18250        | Bourges        |
| Allogny                       | 1.130                    | 49,53      | 23               | 18004      | 18110        | Bourges        |
| Fussy                         | 1.914                    | 11,08      | 173              | 18097      | 18110        | Bourges        |
| Menetou-Salon                 | 1.618                    | 37,66      | 43               | 18145      | 18510        | Bourges        |
| Pigny                         | 968                      | 8,08       | 120              | 18179      | 18110        | Bourges        |
| Quantilly                     | 481                      | 12,69      | 38               | 18189      | 18110        | Bourges        |
| Saint-Éloy-de-Gy              | 1.569                    | 31,20      | 50               | 18206      | 18110        | Bourges        |
| Saint-Georges-sur-Moulon      | 722                      | 9,43       | 77               | 18211      | 18110        | Bourges        |
| Saint-Laurent                 | 511                      | 38,72      | 13               | 18219      | 18330        | Vierzon        |
| Saint-Martin-d’Auxigny        | 2.525                    | 24,08      | 105              | 18223      | 18110        | Bourges        |
| Saint-Palais                  | 617                      | 26,12      | 24               | 18229      | 18110        | Bourges        |
| Vasselay                      | 1.569                    | 20,21      | 78               | 18271      | 18110        | Bourges        |
| Vignoux-sous-les-Aix          | 707                      | 14,94      | 47               | 18280      | 18110        | Bourges        |
| Vignoux-sur-Barangeon         | 2.061                    | 24,87      | 83               | 18281      | 18500        | Vierzon        |
| Vouzeron                      | 582                      | 52,63      | 11               | 18290      | 18330        | Vierzon        |
| Kanton Saint-Martin-d’Auxigny | 17.306                   | 373,99     | 46               | 1815       | –            | –              |

Bis zur landesweiten Neuordnung der französischen Kantone im März 2015 gehörten zum Kanton Saint-Martin-d’Auxigny die elf Gemeinden Allogny, Fussy, Menetou-Salon, Pigny, Quantilly, Saint-Éloy-de-Gy, Saint-Georges-sur-Moulon, Saint-Martin-d’Auxigny, Saint-Palais, Vasselay und Vignoux-sous-les-Aix. Sein Zuschnitt entsprach einer Fläche von 245,02 km2. Er besaß vor 2015 einen anderen INSEE-Code als heute, nämlich 1823.

## Politik
| Vertreter im Departementrat | Vertreter im Departementrat     | Vertreter im Departementrat |
| Amtszeit                    | Namen                           | Partei                      |
| --------------------------- | ------------------------------- | --------------------------- |
| 2001–2015                   | Alain Rafesthain                | PS                          |
| 2015–                       | Fabrice Chollet Beatrice Damade | UD                          |